# چاه‌عربی
چاه‌عربی، روستایی است از توابع بخش مرکزی در شهرستان دشتستان استان بوشهر ایران.

## جمعیت
این روستا در دهستان زیارت قرار داشته و بر اساس سرشماری سال ۱۳۸۵ جمعیت آن ۱۰۶نفر (۲۴خانوار) می‌باشد.